# Honfleur
Honfleur é uma comuna francesa na região administrativa da Normandia, no departamento Calvados. Estende-se por uma área de 13,67 km². Em 2010 a comuna tinha 7 352 habitantes (densidade: 537,8 hab./km²).

## Cidade-irmã
- São Francisco do Sul, Brasil